# Europastraße 81
Die Europastraße 81 (Abkürzung: E 81) ist eine Europastraße, die sich in Nord-Süd-Richtung durch die Ukraine und Rumänien erstreckt. Sie beginnt in Мукачево (Mukatschewo) und endet in Constanța. Dabei durchquert sie Satu Mare, Cluj-Napoca, Sebeș, Sibiu, Pitești und Bucureşti.

## Orte und Länge der Teilstrecken an der E81
Die Straße führt durch folgende Orte: Мукачево (Mukatschewo) – Берегове (Berehowe [von Mukatschewo 31 km entfernt]) – ukrainisch-rumänische Grenze (41 km) – Halmeu – Satu Mare (35 km) – Zalău (92 km) – Cluj-Napoca (86 km) – Turda (31 km) – Aiud (36 km) – Alba Iulia (27 km) – Sebeș (17 km) – Sibiu (56 km) – Râmnicu Vâlcea (98 km) – Pitești (56 km) – Bukarest (113 km) – Fetești (138 km) – Cernavodă (14 km) – Constanța (59 km).

## Streckenverlauf
Nach einem Bericht der Wirtschaftskommission der UNECE (United Nations Economic Commission for Europe) von 2004 wird der Streckenverlauf der E 81 von Bukarest bis Constanța verlängert. Dieser Streckenabschnitt der Europastraße verläuft auf der rumänischen Autostradă 2, der so genannten Autostrada Soarelui („Sonnen-Autobahn“).
Der längste Streckenabschnitt der E 81 hat den Charakter einer Landstraße. Die Europastraße 81 hat zwischen Mukatschewo den identischen Streckenverlauf mit der E 58 bis in die nähe von Livada (Wiesenhaid), einer Kleinstadt im Kreis Satu Mare. Von der Gemeinde Zimbor (ung. Magyarzsombor) im Kreis Sălaj bis auf das Gebiet der Gemeinde Gârbău (ung. Magyargorbó) im Kreis Cluj, verläuft die Straße unweit der rumänischen Autostradă 3. Ab der Kleinstadt Sebeș (Mühlbach) im Kreis Sibiu, hat die E 81 bis nach dem Dorf Veștem (Westen), den gleichen Streckenverlauf mit der Europastraße 68. In Richtung Râmnicu Vâlcea führt die Straße über den Roten-Turm-Pass. Des Weiteren verläuft die E 81 von Pitești bis Bukarest auf dem Streckenabschnitt der Autostradă 1, der ersten rumänischen Autobahn.